# Bring Me to Life
"Bring Me To Life" je pjesma američkog rock sastava Evanescence s debitantskog albuma sastava Fallen. Vokali su Amy Lee i Paul McCoy. Jedna je od pjesmi filma Daredevil. U nastupima uživo umjesto Paula McCoya vokal uz Amy Lee je John LeCompt.

## Priča o nastanku pjesme
Amy Lee kaže kako je dobila inspiraciju za pisanje te pjesme kada joj je čovjek kojeg je jedva poznavala pogledao u oči i upitao je li sretna. Amy kaže da je taj čovjek jedini shvatio kako se ona zaista osjeća jer kaže da nije bila sretna i da je glumila osmijeh. Kasnije je u intervjuu nazvanom " Amy Lee: Back In Black" izjavila da je pjesma posvećena njenom tadašnjem prijatelju a današnjem suprugu Joshu Hartzleru.

## Glazbeni video
Za pjesmu Bring Me To Life je ubrzo snimljen i glazbeni video koji je postao pravi hit na MTV-u gdje se prikazivao. U njemu vidimo Amy kako spava u svojoj sobi na vrhu visoke zgrade. Istovremeno ostatak sastava svira u drugoj zgradi. Amy sanja kako pada s vrha nebodera i budi se kad počinje svirati refren pjesme. Tada ju vidimo kako se penje po zgradi i na kraju dolazi do prozora zgrade u kojoj svira sastav. Paul McCoy tada otvara prozor i ona pada no uspije se rukama uhvatiti za rub prozora. Slijedi dio u kojem Amy i Paul pjevaju zajedno no Amy se ne uspije spasiti i padne s nebodera. Na kraju spota vidimo ju kako se budi u svom krevetu; sve je bila noćna mora.